# Kanton Terrasson-Lavilledieu
Der Kanton Terrasson-Lavilledieu ist ein französischer Wahlkreis im Arrondissement Sarlat-la-Canéda im Département Dordogne in der Region Nouvelle-Aquitaine; sein Hauptort ist Terrasson-Lavilledieu.

## Gemeinden
Der Kanton besteht aus 24 Gemeinden mit insgesamt 19.561 Einwohnern (Stand: 1. Januar 2022) auf einer Gesamtfläche von 438,42 km²:
| Gemeinde                     | Einwohner 1. Januar 2022 | Fläche km² | Dichte Einw./km² | Code INSEE | Postleitzahl |
| ---------------------------- | ------------------------ | ---------- | ---------------- | ---------- | ------------ |
| Archignac                    | 403                      | 22,90      | 18               | 24012      | 24590        |
| Borrèze                      | 352                      | 27,37      | 13               | 24050      | 24590        |
| Calviac-en-Périgord          | 541                      | 14,52      | 37               | 24074      | 24370        |
| Carlux                       | 655                      | 13,31      | 49               | 24081      | 24370        |
| Carsac-Aillac                | 1.549                    | 17,31      | 89               | 24082      | 24200        |
| Condat-sur-Vézère            | 865                      | 16,64      | 52               | 24130      | 24570        |
| Jayac                        | 188                      | 17,77      | 11               | 24215      | 24590        |
| La Cassagne                  | 151                      | 14,85      | 10               | 24085      | 24120        |
| La Dornac                    | 404                      | 15,86      | 25               | 24153      | 24120        |
| La Feuillade                 | 797                      | 3,97       | 201              | 24179      | 24120        |
| Les Coteaux Périgourdins     | 551                      | 19,47      | 28               | 24117      | 24120        |
| Nadaillac                    | 376                      | 26,90      | 14               | 24301      | 24590        |
| Paulin                       | 245                      | 11,43      | 21               | 24317      | 24590        |
| Pazayac                      | 803                      | 6,84       | 117              | 24321      | 24120        |
| Pechs-de-l’Espérance         | 784                      | 19,69      | 40               | 24325      | 24370        |
| Prats-de-Carlux              | 487                      | 13,00      | 37               | 24336      | 24370        |
| Saint-Crépin-et-Carlucet     | 532                      | 18,51      | 29               | 24392      | 24590        |
| Saint-Geniès                 | 893                      | 33,59      | 27               | 24412      | 24590        |
| Saint-Julien-de-Lampon       | 657                      | 13,24      | 50               | 24432      | 24370        |
| Sainte-Mondane               | 301                      | 9,63       | 31               | 24470      | 24370        |
| Salignac-Eyvigues            | 1.184                    | 43,48      | 27               | 24516      | 24590        |
| Simeyrols                    | 256                      | 9,26       | 28               | 24535      | 24370        |
| Terrasson-Lavilledieu        | 6.262                    | 39,34      | 159              | 24547      | 24120        |
| Veyrignac                    | 325                      | 9,54       | 34               | 24574      | 24370        |
| Kanton Terrasson-Lavilledieu | 19.561                   | 438,42     | 45               | 2420       | –            |

Bis zur landesweiten Neuordnung der französischen Kantone im März 2015 gehörten zum Kanton Terrasson-Lavilledieu die 16 Gemeinden Beauregard-de-Terrasson, Châtres, Chavagnac, Coly, Condat-sur-Vézère, Grèzes, La Bachellerie, La Cassagne, La Dornac, La Feuillade, Le Lardin-Saint-Lazare, Pazayac, Peyrignac, Saint-Rabier, Terrasson-Lavilledieu und Villac. Sein Zuschnitt entsprach einer Fläche von 216,12 km². Er besaß vor 2015 einen anderen INSEE-Code als heute, nämlich 2430.

## Veränderungen im Gemeindebestand seit der landesweiten Neuordnung der Kantone
2022: Fusion Cazoulès, Orliaguet und Peyrillac-et-Millac → Pechs-de-l’Espérance
2019: Fusion Coly und Saint-Amand-de-Coly → Coly-Saint-Amand
2017: Fusion Chavagnac und Grèzes → Les Coteaux Périgourdins

## Bevölkerungsentwicklung
| 1962   | 1968   | 1975   | 1982   | 1990   | 1999   | 2018   |
| ------ | ------ | ------ | ------ | ------ | ------ | ------ |
| 10.882 | 12.439 | 13.584 | 14.076 | 13.962 | 13.867 | 19.728 |